# Primera Divisió
Primera Divisió – najwyższa w hierarchii klasa męskich ligowych rozgrywek piłkarskich w Andorze, będąca jednocześnie najwyższym szczeblem centralnym (I poziom ligowy), utworzona w 1995 roku i od samego początku zarządzana przez Andorski Związek Piłki Nożnej (FAF). Zmagania w jej ramach toczą się cyklicznie (co sezon) i przeznaczone są dla 10 najlepszych krajowych klubów piłkarskich. Jej triumfator zostaje Mistrzem Andory, zaś najsłabsze drużyny są relegowane do Segona Divisió (II ligi andorskiej). Wszystkie kluby uczestniczące w rozgrywkach są drużynami amatorskimi. Amatorami jest też większość piłkarzy.

## Historia
Mistrzostwa Andory w piłce nożnej rozgrywane są od 1995 roku. Wcześniej od 1970 kluby walczyli w lidze amatorskiej bez konkretnej struktury i organizatora. W sezonie 1995/96 po raz pierwszy wystartowały oficjalne rozgrywki w Lliga andorrana de futbol. W sezonie 1999/2000 powstała Primera Divisió.

## System rozgrywek
Obecny format ligi zakładający podział rozgrywek na 2 rundy obowiązuje od sezonu 2000/01.
Rozgrywki składają się z 27 kolejek spotkań rozgrywanych pomiędzy drużynami systemem kołowym. Każda para drużyn rozgrywa ze sobą dwa mecze – jeden w roli gospodarza, drugi jako goście. Po zakończeniu dwóch pierwszych rund (serii 21 spotkań) zespoły podzielono na dwie grupy (mistrzowską i spadkową) w zależności od zajętych miejsc. W każdej z grup, zespoły rozgrywają dwukrotnie mecze ze sobą co daje kolejnych 6 meczów dla każdej z drużyn. Punkty i bramki zdobyte w pierwszej części sezonu wliczane są do drugiej części. Od sezonu 2015/16 w lidze występuje 8 zespołów. W przeszłości liczba ta wynosiła od 7 do 12. Drużyna zwycięska za wygrany mecz otrzymuje 3 punkty, 1 za remis oraz 0 za porażkę.
Zajęcie pierwszego miejsca w grupie mistrzowskiej po ostatniej kolejce spotkań oznacza zdobycie tytułu Mistrzów Andory w piłce nożnej. Mistrz Andory kwalifikuje się do eliminacji Ligi Mistrzów UEFA. Druga drużyna zdobywa możliwość gry w Lidze Europy UEFA. Również zwycięzca Pucharu Andory startuje w eliminacjach do Ligi Europy lub, w przypadku, w którym zdobywca krajowego pucharu zajmie pierwsze miejsce w lidze – możliwość gry w eliminacjach do Ligi Europy otrzymuje również trzecia drużyna klasyfikacji końcowej. Zajęcie ostatniego miejsca wiąże się ze spadkiem drużyny do Segona Divisió. Przedostatnia drużyna w tablicy walczy w barażach play-off z drugą drużyną Segona Divisió o utrzymanie w najwyższej lidze.
W przypadku zdobycia tej samej liczby punktów, klasyfikacja końcowa ustalana jest na podstawie wyniku dwumeczu pomiędzy drużynami, w następnej kolejności, w przypadku remisu – na podstawie różnicy bramek w pojedynku bezpośrednim, następnie na podstawie ogólnego bilansu bramkowego osiągniętego w sezonie, większej liczby bramek zdobytych oraz w ostateczności za pomocą losowania.

## Skład ligi w sezonie 2025/26
| Uczestnicy poprzedniej edycji | Uczestnicy poprzedniej edycji | Uczestnicy poprzedniej edycji | Uczestnicy poprzedniej edycji |
| --- | ----------------------------- | ----------------------------- | ----------------------------- |
| INT | Inter Club d’Escaldes         | Les Escaldes                  | 1                             |
| ATL | Atlètic D'Escaldes            | Les Escaldes                  | 2                             |
| SFC | FC Santa Coloma               | Santa Coloma                  | 3                             |
| SUE | UE Santa Coloma               | Santa Coloma                  | 4                             |
| RAN | FC Rànger's                   | Andorra la Vella              | 5                             |
| ORD | FC Ordino                     | Ordino                        | 6                             |
| PEN | Penya Encarnada               | Andora la Vella               | 7                             |
| PAS | Pas de la Casa                | Pas de la Casa                | 8                             |
| po barażach |                               |                               |                               |
| ESP | Esperança d’Andorra           | Andorra la Vella              | 9                             |
| Spadek z Primera Divisió 2024/25 |                               |                               |                               |
| MAS | Deportivo La Massana          | La Massana                    | 10                            |
| Awans z Segona Divisió 2024/25 |                               |                               |                               |
| CAR | CE Carroi                     | Andorra la Vella              | 1                             |
| Oznaczenia: - kolumna pierwsza – skróty nazw drużyn, - kolumna trzecia – siedziba klubu, - kolumna czwarta – miejsce zajęte w poprzednim sezonie. |                               |                               |                               |

## Statystyka

### Tabela medalowa
Mistrzostwo Andory zostało do tej pory zdobyte przez 10 różnych drużyn.
Stan po sezonie 2023/2024.
| Lp. | Klub                           | Miejsca na podium | Miejsca na podium | Miejsca na podium | Zwycięskie sezony         |   |   | |
| --- | ------------------------------ | ----------------- | ----------------- | ----------------- | ------------------------- | - | - | --- |
| Lp. | Klub                           | 1.                | FC Santa Coloma   | 13                | Zwycięskie sezony         | 8 | 6 | 1994/95, 2000/01, 2002/03, 2003/04, 2007/08, 2009/10, 2010/11, 2013/14, 2014/15, 2015/16, 2016/17, 2017/18, 2018/19 |
| 2.  | Inter Club d’Escaldes          | 3                 | 2                 | 3                 | 2019/20, 2020/21, 2021/22 |   |   | |
| 3.  | Principat Andora               | 3                 | 1                 | 1                 | 1996/97, 1997/98, 1998/99 |   |   | |
| 4.  | UE Sant Julià                  | 2                 | 9                 | 7                 | 2004/05, 2008/09          |   |   | |
| 5.  | Lusitanos Andora               | 2                 | 2                 | 1                 | 2011/12, 2012/13          |   |   | |
| 6.  | FC Encamp                      | 2                 | 1                 | 3                 | 1995/96, 2001/02          |   |   | |
| 7.  | Rànger’s Andora                | 2                 | 1                 | 2                 | 2005/06, 2006/07          |   |   | |
| 8.  | UE Santa Coloma                | 1                 | 3                 | 4                 | 2023/24                   |   |   | |
| 9.  | Atlètic Club d’Escaldes        | 1                 | 0                 | 1                 | 2022/23                   |   |   | |
| 10. | Constel·lació Esportiva Andora | 1                 | 0                 | 0                 | 1999/2000                 |   |   | |
| 11. | UE Engordany                   | 0                 | 1                 | 1                 |                           |   |   | |
| 12. | Veterans Andora                | 0                 | 1                 | 0                 |                           |   |   | |